# Triệu Gia Mẫn
Triệu Gia Mẫn (chữ Hán giản thể: 赵嘉敏; chữ Hán phồn thể: 趙嘉敏; bính âm: Zhao Jiāmǐn; sinh ngày 22 tháng 7 năm 1998) là một nữ ca sĩ thần tượng người Trung Quốc, cựu thành viên, một trong những người thành lập Đội SII của nhóm nhạc thần tượng SNH48, và đạt vị thứ nhất trong Tổng Tuyển Cử thứ hai của SNH48. Ngày 14 tháng 10 năm 2012, Triệu Gia Mẫn trở thành một trong 26 ứng viên được chọn trong cuộc thi tuyển chọn thế hệ đầu tiên của SNH48. Ngày 23 tháng 12, SNH48 đã được mời đến dự lễ thành lập Hội cựu sinh viên trường Đại học Phục Đán và đã lần đầu tiên biểu diễn ở đây.
12 tháng 1 năm 2013, cô đã biểu diễn công diễn đầu tiên của thực tập sinh SNH48, "Give Me Power!", trên danh nghĩa là một thực tập sinh, và trở thành thành viên chính thức vào 17/4. 25/5, cô ấy biểu diễn concert "星花为你绽放-Blooming For You" cùng với các thành viên thế hệ thứ nhất khác, nhưng do chấn thương ở thắt lưng, cô ấy đã không thể biểu diễn hầu hết các bài hát. 28/5, cô ấy tham gia đóng bộ phim mạng đầu tiên của SNH48 梦想预备生- Giấc mơ thực tập sinh. Cô lần đầu tiên biểu diễn trước công chúng dưới danh nghĩa là thành viên thế hệ đầu tiên vào 30/8, với lễ khai trương của nhà hát Tinh Mộng của SNH48. 11/11, SNH48 thành lập các đội,Triệu Gia Mẫn gia nhập đội SII.
Triệu Gia Mẫn từng cùng Thang Mẫn và Đổng Chỉ Y tạo thành bộ ba trung tâm của SNH48, sau khi Thang Mẫn và Đổng Chỉ Y tốt nghiệp rời khỏi SNH48 thì trở thành thành viên nổi bật nhất của team SII.
Triệu Gia Mẫn cũng là một trong tứ hoàng của team S nhóm SNH48 cùng với ba người nữa là Thang Mẫn, Đổng Chỉ Y và Tưởng Vũ Hi. Tứ hoàng là cách gọi 4 thành viên của nhóm thuộc gen 1 có tầm ảnh hưởng lớn đến nhóm SNH48 và là những thành viên có công lớn trong việc thành lập của nhóm.
26/7/2014, Triệu Gia Mẫn nhận được 11,079 phiếu bầu trong cuộc Tổng Tuyển Cử lần thứ nhất của SNH48 và xếp vị trí thứ 3. 14/11, cô ấy cùng Cúc Tịnh Y và Hứa Giai Kỳ tham gia thu âm ca khúc chủ đề của trò chơi cho di động Ma Thiên Ký (魔天记),  Duyên Tận Thế Gian  "缘尽世间".
1 /1/ 2015, Triệu Gia Mẫn nhận được danh hiệu quán quân Baidu Tieba 2014 công diễn trực tuyến, và đã có cơ hội để ghi âm một bài hát đơn. 1/4, cô ấy phát hành bài hát đơn  "Trùng Chi Thi"(虫之诗-Bài thơ côn trùng). 30/4, cô ấy lần thứ hai đóng phim với việc tham gia đóng phim ngắn Ma Thiên Kiếp (魔天劫) để quảng bá cho trò chơi Ma Thiên Ký.
25/07/2015, Triệu Gia Mẫn dành ngôi vị quán quân của cuộc Tông Tuyển Cử của SNH48 lần 2 với 74,393 phiếu. 13/9, cô ấy cùng Cúc Tịnh Y và Lý Nghệ Đồng trở thành nhóm phụ đầu tiên của SNH48 với tên gọi Seine River(Sông Xen), và phát hành ca khúc đầu tiên "Ngọt và Đắng"(苦与甜). 
08/10/2015, Triệu Gia Mẫn tham gia vào chương trình truyền hình thực tế Toàn viên gia tốc trung(全员加速中).
18/07/2016, Triệu Gia Mẫn trúng tuyển vào Học viện Hí Kịch Trung ương.
22/7/2016, Triệu Gia Mẫn thông báo trên Instagram tốt nghiệp rời khỏi SNH48. "Hội tiếp ứng Triệu Gia Mẫn" cũng bỏ chữ "SNH48" ra khỏi tên.

## Discography

### Với SNH48

#### Album
| Năm  | STT | Tên                                    | Vị trí | Ghi chú                                 |
| ---- | --- | -------------------------------------- | ------ | --------------------------------------- |
| 2013 | 1   | 无尽旋转 Vòng quay vô tận              | A-side | Ra mắt cùng team SII                    |
| 2013 | 2   | 激流之战                               | A-side | Chỉ tham gia một số cách vì chấn thương |
| 2013 | 3   | 爱的幸运曲奇 Bánh quy tình yêu thần kỳ | A-side |                                         |
| 2014 | 4   | 心电感应 Thần giao cách cảm            | A-side |                                         |
| 2014 | 5   | 呜吒 UZA                               | A-side |                                         |
| 2015 | 6   | 青春的约定 Ước định tuổi thanh xuân    | A-side | Center                                  |
| 2015 | 7   | 雨季之后 Sau mùa mưa                   | B-side |                                         |
| 2015 | 8   | 盛夏好声音 Âm thanh hay giữa mùa hạ    | B-side |                                         |
| 2015 | 9   | 万圣节之夜 Đêm Halloween               | A-side | Center                                  |

- 一心向前(Một lòng hướng về phía trước)(2014)

### Với Sông Xen
- Ngọt & Đắng（苦与甜） (2015)

## Tiết mục

### SNH48 Công diễn tiết muc
| Công diễn                                                                         | Bài hát                                | Ghi chú                            |
| --------------------------------------------------------------------------------- | -------------------------------------- | ---------------------------------- |
| Công diễn đầu tiên của đội SII "最后的钟声响起" (Tiếng chuông cuối cùng ngân lên) | 对不起 我的宝贝(Xin lỗi em là bảo bối) |                                    |
| Công diễn đầu tiên của đội SII "最后的钟声响起" (Tiếng chuông cuối cùng ngân lên) | 初恋小盗(Kẻ ăn cắp tình đầu)           | Cùng Thang Mẫn                     |
| Công diễn thứ hai của đội SII "永恒之光" (Ánh sáng vĩnh hằng)                     | 恋爱禁止条例(Luật ngăn cấm tình yêu)   | Với Lý Vũ Kỳ và Mạc Hàn            |
| Công diễn thứ ba của đội SII "不眼之夜" (Đêm không ngủ)                           | 天使的尾巴(Cái đuôi của thiên sứ)      | Với Khâu Hân Di và Trương Ngữ Cách |
| Công diễn thứ tư của đội SII "勇气重生" (Dũng cảm hồi sinh)                       | 再见,制服(Tạm biệt, đồng phục)         | Với Trương Ngữ Cách và Đới Manh    |
| Công diễn thứ năm của đội SII "让梦想闪耀" (Hãy để ước mơ tỏa sáng)               | 记忆迷宫(Mê cung ký ức)                |                                    |

### Tiết mục trong concert
| Năm  | Ngày           | Concert                                  | Bài hát                       | Ghi chú                                     |
| ---- | -------------- | ---------------------------------------- | ----------------------------- | ------------------------------------------- |
| 2013 | 25 /5          | Blooming For You                         | 初恋小盗(Kẻ ăn cắp tình đầu)  | Không trình diễn do chấn thương             |
| 2013 | 16 tháng       | Quảng Châu                               | 初恋小盗(Kẻ ăn cắp tình đầu)  |                                             |
| 2014 | 18 tháng giêng | Hồng Bạch Ca Hội(红白歌会)               | 曲终人散(Khúc trung nhân tản) | Với Trần Quan Huệ,Lý Vũ Kỳ và Ngô Triết Hàm |
| 2014 | 26 tháng bảy   | Một lòng hướng về phía trước (一心向前） | Không                         |                                             |
| 2015 | 31 tháng giêng | SNH48 Best 30                            | 缘尽世间(Duyên Tận Thế Gian)  | Với Hữa Giai Kỳ và Cúc Tịnh Y               |
| 2015 | 25 tháng bảy   | Tổng Tuyển Cử lần 2                      | 虫之诗(Bài thơ côn trùng)     | Với Khâu Hân Di và Cúc Tịnh Y               |

## Sự nghiệp điện ảnh

### Phim
| Năm  | Tựa                                        | Vai             | Ghi chú                 |
| ---- | ------------------------------------------ | --------------- | ----------------------- |
| 2013 | 梦想预备生之半熟少女(Ước mơ thực tập sinh) | Chính mình      |                         |
| 2015 | 魔天劫(Ma thiên kiếp)                      | 柳鸣(Liễu Minh) |                         |
| 2015 | 爱之初体验(Thể nghiệm tình đầu)            | Khách           |                         |
| 2015 | Phim tài liệu của SNH48 SNH48 少女的巴別塔 | Chính mình      | Phim tài liệu của SNH48 |

### Phim truyền hình
| Năm  | Tên Phim                    | Tên Tiếng Trung | Vai Diễn        | Bạn Diễn                    | Ghi Chú   | Nền Tảng      |
| ---- | --------------------------- | --------------- | --------------- | --------------------------- | --------- | ------------- |
| 2021 | Nhất Chỉ Ký Phong Nguyệt    | 一纸寄风月      | Cao Hinh Nguyệt | Chu Nguyên Băng, Triệu Tình | Vai chính | Mango TV      |
| TBA  | Phong Vũ Nùng, Yên Chi Loạn | 风雨浓,胭脂乱   |                 | Trương Nam, Vương Ngọc Văn  | Vai Phụ   | Youku         |
| TBA  | Lạc Du Nguyên               | 乐游原          | Cố Uyển Nương   | Cảnh Điềm, Hứa Khải         | Vai phụ   | Tencent video |

### Các chương trình khác
| Năm          | Ngày                            | Kênh                               | Tựa                               | Ghi chú    |
| ------------ | ------------------------------- | ---------------------------------- | --------------------------------- | ---------- |
| 2013         | 2 Tháng Ba, 21 Tháng Tư         | Toonmax TV                         | 炫动漫中国                        |            |
| 2013         | 29 tháng ba                     | Hubei Tv                           | 挑战女人帮                        |            |
| 2013         | 24 tháng 5                      | Hunan Tv                           | 天天向上 Thiên thiên hướng thượng |            |
| 2013         | 21 tháng Bảy                    | Young Channel                      | 星光现场                          |            |
| 2013         | 3 Tháng 11, 11 tháng 11         | KanKan Tin                         | 锅汇                              |            |
| 2014         | 11 Tháng Tư-29 Tháng Tám        | TV Asahi                           | 上海学院48                        |            |
| 2014         | 11 Tháng Bảy-26 Tháng Chín      | Tudou, Youku                       | SNHello                           | Tập. 6, 12 |
| 2014         | 26 tháng 11                     | Youku                              | 不完全职业手册                    |            |
| 2014         | 29 Tháng Mười Một, 16 Tháng Tám | Hunan Tv                           | 新闻当事人                        |            |
| 2015         | 29 Tháng Mười Một, 16 Tháng Tám | Hunan Tv                           | 新闻当事人                        |            |
| 18 tháng 2   | CCTV-1                          | 梦想星搭档                         | Đội SII và Phượng Hoàng Truyền Kỳ |            |
| 2 tháng Sáu  | Hunan Tv                        | 我是大美人 Tôi là đại mỹ nhân      |                                   |            |
| 22 tháng Tám | Đài Đông Phương                 | 新娱乐在线                         |                                   |            |
| 13 tháng 11  | Hunan Tv                        | 全员加速中 Toàn viên gia tốc trung | Tập 2 Thí sinh                    |            |

## Quảng cáo
| Năm  | Quảng cáo                                                                   |
| ---- | --------------------------------------------------------------------------- |
| 2014 | - Glico Vegetable Snack－Hot Welsh Onion Taste - Suzuki - Sony Hi-Res Audio |
| 2015 | - Ma thiên ký - Glico Vegetable Snack - ArcheAge - Suzuki Swift             |
| 2016 | - Cornetto with Trương Nghệ Hưng(Lay)                                       |